# Blossom’s Planet, Planet One
Blossom’s Planet, Planet One — двадцать второй студийный альбом американской певицы и пианистки Блоссом Дири, выпущенный в 2000 году на лейбле Daffodil Records. Пластинка стала последней полноформатной работой певицы.
В альбом вошли песни бразильских композиторов, получивших премию «Грэмми», Ивана Линса и Антонио Карлоса Жобима, оригинальные песни Дири, авторами которых она стала в соавторстве с такими музыкантами, как Джонни Мэндел, Мишель Легран и Джек Сигал, а также кавер-версия песни «La belle dame sans regrets» Стинга из альбома Mercury Falling 1996 года.

## Отзывы критиков
| Оценки критиков           | Оценки критиков |
| Источник                  | Оценка          |
| ------------------------- | --------------- |
| AllMusic                  | [ 2 ]           |
| The Penguin Guide to Jazz | [ 3 ]           |

Рецензент AllMusic Дейв Нейтан отметил, что в альбоме представлен «эклектичный список привлекательных песен, которые характеризуют альбомы этой певицы на протяжении многих лет, и все они отличаются интимной лаской, ясностью выражения и интеллигентной подачей — все это принадлежит исключительно Дири».
В справочнике The Penguin Guide to Jazz заявили, что это элегантный, современный набор с превосходными версиями «Bluesette», «The Ladies Who Lunch» и «Wave».
Стивен Холден из The New York Times написал: «Другой стороной её чувствительности был задумчивый романтизм, наиболее заметный в её интерпретациях бразильских песен босса-новы, материал, идеально подходящий для её деликатного подхода. Её последний альбом „Blossom’s Planet“, включает в себя то, что, возможно, является окончательной интерпретацией песни Антонио Карлоса Жобина „Wave“. В её мечтательном смягчённом исполнении голос уносится, словно в море или в небеса, на плещущих волнах со вкусом синтезированных струнных».

## Список композиций
1. «Bye-Bye Country Boy» (Блоссом Дири, Джек Сигал) — 5:37
2. «Bluesette» (Рэй Гилберт, Тутс Тилеманс) — 4:35
3. «Lies of Handsome Men» (Франческа Блументаль) — 2:47
4. «The Ladies Who Lunch» (Стивен Сондхайм) — 5:07
5. «Love Dance» (Иван Линс, Пол Уильямс) — 5:04
6. «I’m Not Alone» (Уилл Дженнингс, Иван Линс) — 3:54
7. «La belle dame sans regrets» (Доминик Миллер, Стинг) — 3:39
8. «Go Away With Me» (Блоссом Дири, Мишель Легран, Джек Сигал) — 3:05
9. «Make Some Magic» (Блоссом Дири, Дункан Ламон, Джонни Мэндел) — 2:51
10. «Wave» (Антониу Карлос Жобин) — 7:14

## Участники записи
- Аранжировщик, вокал, исполнительный продюсер, фортепиано — Блоссом Дири
- Аранжировщик, синтезатор — Сезар Камарго Мариано
- Вокал — Грэди Тейт
- Барабаны, перкуссия — Луис Перальта
- Бас — Рэй Килдей
- Гитара — Джей Берлинер
- Звукорежиссёр — Джим Чак